# Avanço da reação
Em físico-química, o avanço da reação ou extensão da reação é uma grandeza que mede a extensão à qual uma reação prossegue, conceito introduzido pelo cientista belga Théophile de Donder.
É normalmente representado pela letra grega ξ e tem como unidade o mol.

## Definição
Considere a reação:
{\displaystyle A\rightleftharpoons B}
Suponha uma quantidade infinitesimal dξ de reagente A que se transforma em B. A mudança na quantidade de A pode ser representada pela equação dnA = – dξ, e a mudança na quantidade de B por dnB = dξ.
O avanço da reação é, então, definido como:
{\displaystyle d\xi ={\frac {dn_{i}}{\nu _{i}}}}
onde {\displaystyle n_{i}} indica a quantidade do i-ésimo reagente, e {\displaystyle \nu _{i}} é o número estequiométrico do i-ésimo reagente (note-se que, aqui, {\displaystyle \nu _{i}} é definido como sendo negativo para reagentes, e como positivo, para produtos). Em outras palavras, é a quantidade de substância que está sendo alterada em uma reação em equilíbrio químico.
Considerando transformações finitas em vez de infinitesimais, pode-se escrever a equação para o avanço de uma reação como:
{\displaystyle \Delta \xi ={\frac {\Delta n_{i}}{\nu _{i}}}}
O avanço é definido como zero no começo da reação. Assim, a mudança no ξ é o avanço por si só:
{\displaystyle \xi ={\frac {\Delta n_{i}}{\nu _{i}}}={\frac {n_{equilibrio}-n_{inicial}}{\nu _{i}}}}

## Relações
A relação entre a alteração na energia de reação de Gibbs e energia livre de Gibbs pode ser definida como o coeficiente angular da energia de Gibbs plotada contra o avanço da reação em pressão e temperatura constantes:
{\displaystyle \Delta _{r}G=\left({\frac {\partial G}{\partial \xi }}\right)_{p,T}}
Analogamente, a relação entre a alteração na entalpia de reação e entalpia pode ser definida como:
{\displaystyle \Delta _{r}H=\left({\frac {\partial H}{\partial \xi }}\right)_{p,T}}

## Uso
O avanço da reação é uma grandeza útil em cálculos com reações em equilíbrio. Considerando a reação:
{\displaystyle 2A\rightleftharpoons B+3C}
onde as quantidades iniciais são: {\displaystyle n_{A}=2\ {\text{mol}},n_{B}=1\ {\text{mol}},n_{C}=0\ {\text{mol}}} e a quantidade de A em equilíbrio é 0,5 mol. Pode-se calcular o avanço da reação pela sua definição:
{\displaystyle \xi ={\frac {\Delta n_{A}}{\nu _{A}}}={\frac {0,5\ {\text{mol}}-2\ {\text{mol}}}{-2}}=0,75\ {\text{mol}}}
{\displaystyle {\nu _{A}}} é negativo pois o número estequiométrico de um reagente é negativo, por definição. Com o grau de avanço calculado, é possível rearranjar a equação e calcular os valores de equilíbrio de B e C.
{\displaystyle n_{equilibrio}=\xi \nu _{i}+n_{inicial}}
{\displaystyle n_{B}=0,75\ {\text{mol}}*1+1\ {\text{mol}}=1,75\ {\text{mol}}}
{\displaystyle n_{C}=0,75\ {\text{mol}}*3+0\ {\text{mol}}=2,25\ {\text{mol}}}